# Republika Genui
Republika Genui (wł. Repubblica di Genova) – dawne niepodległe państwo ze stolicą w Genui, leżące w Ligurii, na wybrzeżu Morza Liguryjskiego w północno-zachodnich Włoszech. Istniała od XI wieku do 1797 roku.

## IX-XVII wiek
Republika Genui powstała w średniowieczu (XI wiek). W roku 1339 stworzono urząd doży, na podobieństwo dożów Wenecji.
W latach 1421–1435 Republika popadła w zależność od Mediolanu, następnie (1458–1461) od Francji, ponownie od Mediolanu (1464–1477 i 1488–1499), i ponownie od Francji (1507–1522 i 1527–1528).
Polityk genueński Andrea Doria uniezależnił (1527–1528) swój kraj od obcych wpływów i ustanowił kadencje doży na dwa lata.
W 1672 Księstwo Sabaudii-Piemontu bezskutecznie próbowało zająć Genuę.
W roku 1684 Francuzi zbombardowali Genuę. Od tego momentu Republika starała się utrzymywać ścisłą neutralność, co trwało aż do roku 1745.

## 1700–1750
Gdy trwała wojna o sukcesję austriacką (1741–1748), Republika związała się sojuszem z Hiszpanią w 1745, ponieważ jej przeciwnik w konflikcie o granice, Królestwo Sardynii (Sabaudia-Piemont), popierał Austrię – wroga Hiszpanii i Francji.
We wrześniu 1743 roku w Wormacji (traktat wormacki) Maria Teresa Habsburg, starając się zyskać wsparcie Królestwa Sardynii, obiecała Karolowi Emanuelowi III markizat Finale, należący do Genui, na co Genua odpowiedziała podpisując z Francją, Hiszpanią i Neapolem traktat sojuszniczy w Aranjuez (1745). Hiszpanie zajęli w 1745 Mediolan, lecz musieli się w 1746 roku wycofać, co oznaczało, że szala zwycięstwa zaczyna się przechylać na stronę „Austrosardów”. Korsyka wraz z Bastią zostały zdobyte przez brytyjsko-sabaudzką flotę w listopadzie 1745 roku. W 1747 Francuzi przepędzili ich stamtąd i administrowali posiadłościami Genui, jako jej sojusznicy.
Otwierając swe porty dla armii burbońskich, Genua wydatnie zwiększała szansę na ich zwycięstwo. W konsekwencji armia genueńska (przeciętnej wartości bojowej i licząca mniej niż 10 000 żołnierzy) dowodzona osobiście przez Gian Francesco Brignole Sale II podążyła za francusko-hiszpańską armią Don Filipa na Austriaków i Piemontczyków, jednak niespecjalnie się wyróżniła, doceniono jednak postępowanie samego dowódcy i uczyniono Gian Francesca Brignole zastępcą głównodowodzącego całej armii burbońskiej. Brignole zdobył dla koalicji kilka twierdz w Piemoncie i Parmie-Piacenzy okupowanej przez Austriaków. Głównie swym zasługom wojennym zawdzięczał Brignole wybór na stanowisko doży 4 marca 1746 roku.
Przy poparciu floty brytyjskiej Austriacy zdobyli samą stolicę, miasto Genua, 6 września 1746 roku. 5 grudnia wybuchła jednak rewolta ludowa przeciwko wojskom Marii Teresy okupującymi miasto i szykanującymi jego mieszkańców.
Pokój w Akwizgranie z 1748 roku przywrócił Republice przedwojenne granice.
W roku 1738 majątkiem ponad 6000 lirów genueńskich dysponowało 733 arystokratów (razem mieli 117 milionów) i 882 mieszczan (razem jednak tylko 18 mln.). Najbogatsze rodziny to Spinola i Durazzo.

## 1750–1797
W roku 1752 wprowadzono reformę monetarną Stary skud (scudi) został zastąpiony lirem (1 Lira = 20 Denari).
W latach siedemdziesiątych założono w Genui deputację Handlu (Deputazione del Commerzio).
W roku 1777 spłonął barokowy Pałac dożów Genui. Doża Genui Giuseppe Lomellini (1777–1779) musiał salwować się wówczas ucieczką. Po pożarze pałac odbudowano w stylu klasycyzmu. W roku 1786 założono Genueńskie Towarzystwo Rzemiosł i Manufaktur.
W roku 1785 wybory na urząd doży wygrał Gian Carlo Pallavicino. Był on przywódcą frakcji „liberalnej” w Republice, dążył do reformy sposobów wyłaniania urzędów, nawet do przebudowy systemu politycznego, by bardziej przypominał on monarchię konstytucyjną. Jego kontrkandydatami w 1785 byli „konserwatysta” Giovanni Battista Airoli, dążący do ugruntowania istniejącego systemu i Marco Antonio Gentile zwolennik bardziej aktywnej polityki zagranicznej, opierającej się na sojuszu z Austrią i Wielka Brytanią. Obaj byli poprzednikami Pallaviciniego na stanowisku doży.
Oświecenie nie wywołało wielkiego oddźwięku w Genui, ponieważ postulowane reformy napotkały na opór arystokratyczno-patrycjuszowskiej warstwy rządzącej miastem. Sami członkowie warstw wyższych stali się szybko wolnomyślicielscy, a nawet libertyńscy, lecz reformy nie ruszały z miejsca.
Pod koniec XVIII stulecia ekonomia Republiki osłabła. Genua, choć ogłosiła się wolnym portem, nie mogła sprostać konkurencji ze strony Livorno, podobnie jak Wenecja odczuwała silną konkurencję austriackiego Triestu. Bankierzy jednak nadal użyczali pieniędzy koronowanym głowom. Tylko w latach 1771–1792 bankierzy genueńscy udzieliły pożyczek na zawrotną wówczas sumę 100 milionów liwrów.
Wyspa Korsyka buntowała się przeciw władzy Genui w latach: 1729–1732, 1733–1743, 1745–1753, 1755–1769. W 1735 roku jej władcą został, na mocy decyzji korsykańskiego Zgromadzenia Narodowego, niemiecki awanturnik Theodor von Neuhoff, rychło jednak obalony. W 1755 dowództwo powstańcami objął utalentowany wódz Pasquale Paoli. Powstania korsykańskie pomagali tłumić; Austriacy (1732), a potem Francuzi (1753). W roku 1755 została nawet uchwalona Konstytucja Korsyki, autorstwa Paoliego – najstarsza nowoczesna konstytucja na świecie. W roku 1768 Republika sprzedała Korsykę Francji.

## Po 1797
W 1797 roku, Republika Genui została zdobyta przez wojska rewolucyjnej Francji Napoleona Bonaparte. Z Republiki Genui został utworzony francuski protektorat pod nazwą Republiki Liguryjskiej, która przetrwała do 1805 roku kiedy to została zaanektowana przez Cesarstwo Francuskie. Pomimo iż w 1814 roku, dzięki porażce Napoleona, restaurowano na krótko istnienie republiki, ostatecznie została ona wcielona do Królestwa Sardynii.

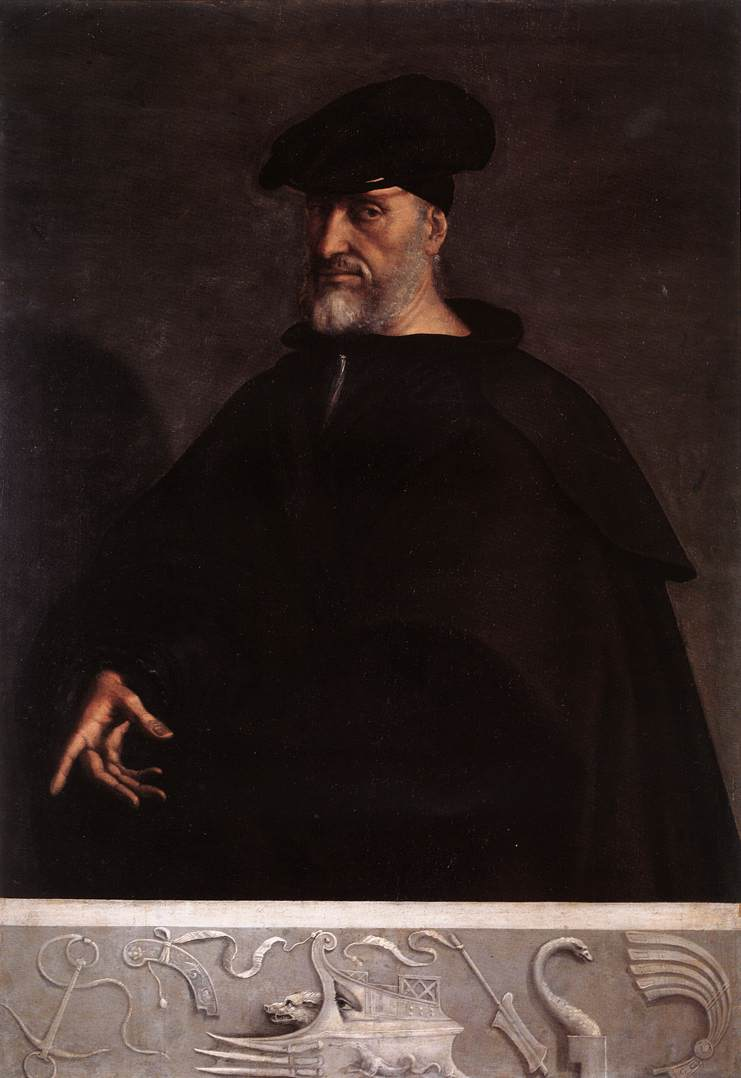
Andrea Doria
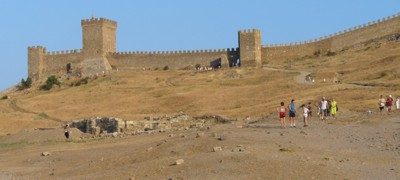
16 wież w Sudaku na Krymie, wzniesionych przez Republikę Genui na przełomie XIV i XV wieku
Flaga Republiki Korsykańskiej (1755-1769)
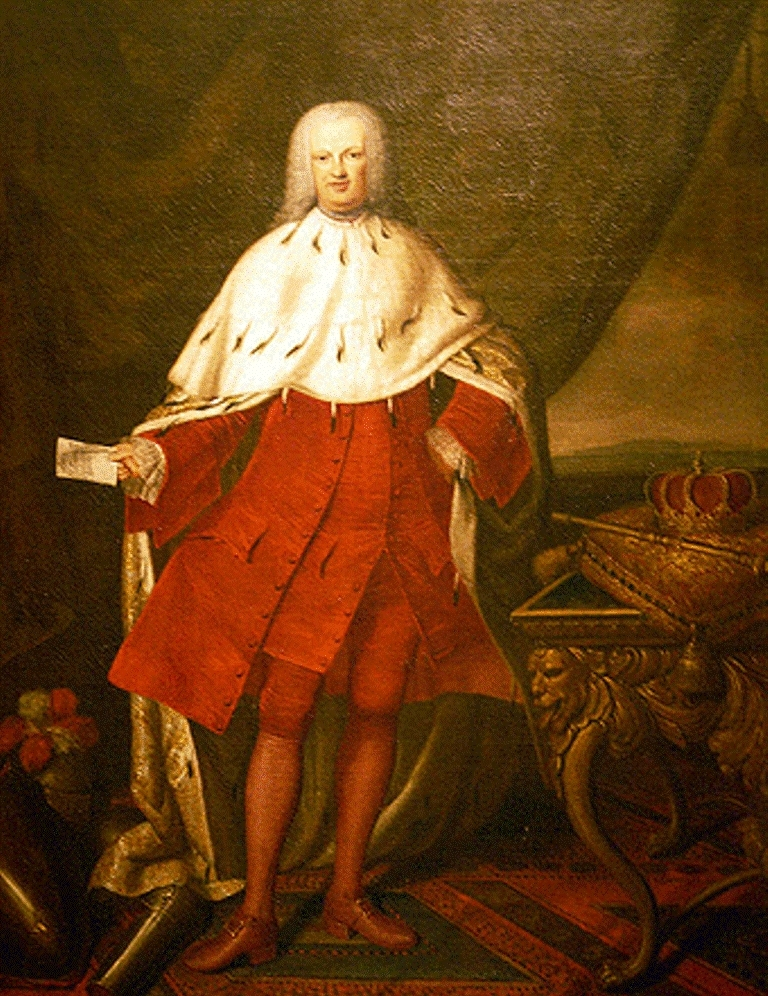
Giovanni Giacomo Grimaldi, doża w latach: 1756-1758
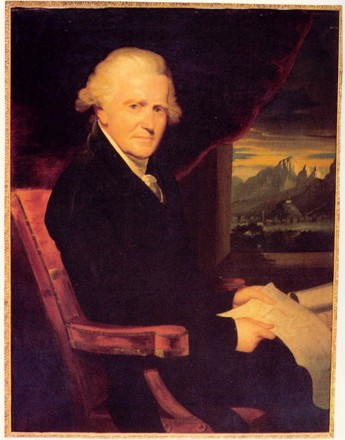
Pasquale Paoli
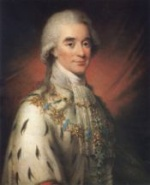
Raffaele De Ferrari Rodino (1732-1801), doża w latach: 1787–1789
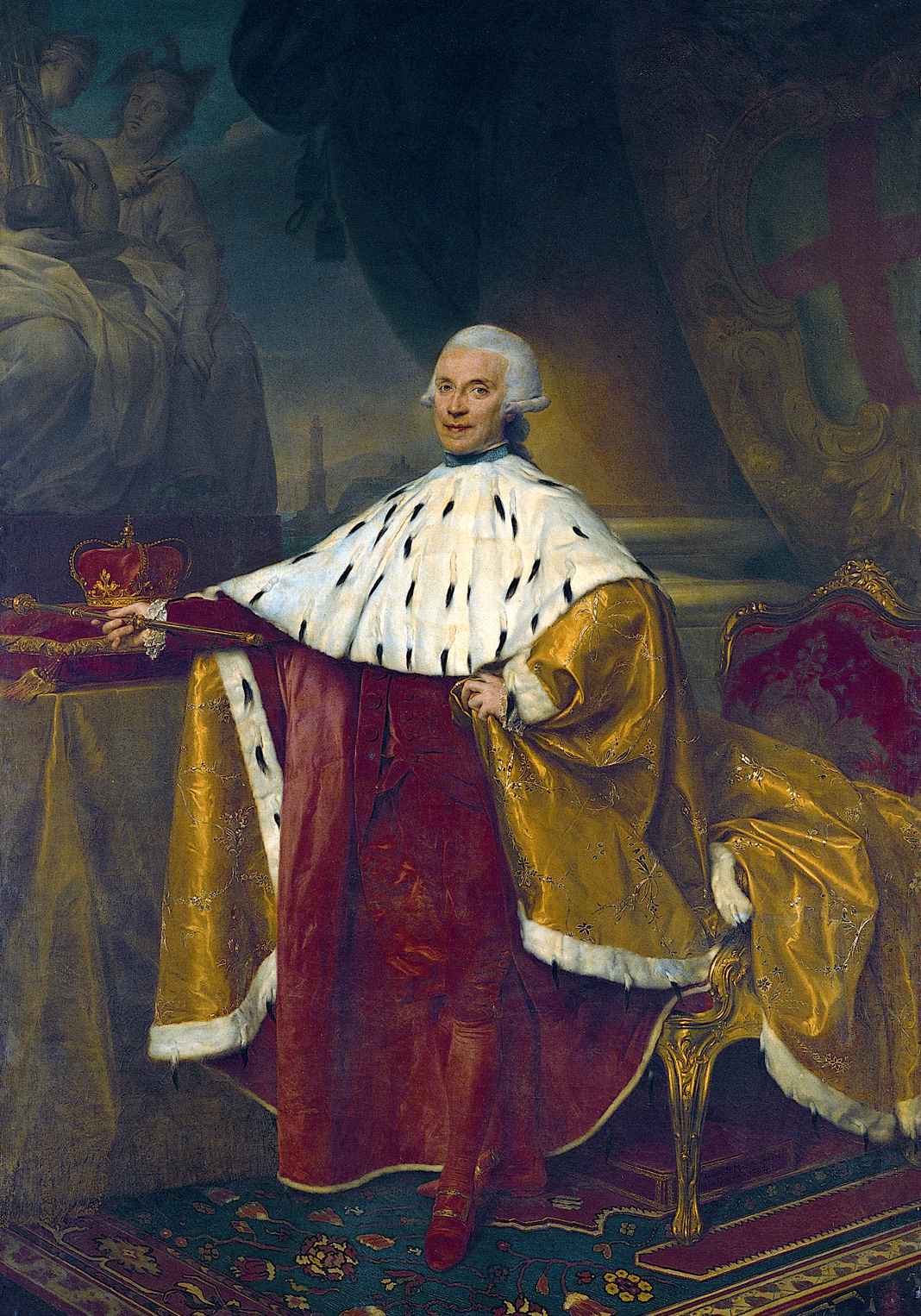
Michelangelo Cambiaso, doża w latach 1791–1793. Malował Anton von Maron (1792)